# پیر بوکما
پیر بوکما (انگلیسی: Pierre Bokma؛ زادهٔ ۲۰ دسامبر ۱۹۵۵) بازیگر اهل پادشاهی هلند است.
از فیلم‌ها یا برنامه‌های تلویزیونی که وی در آن نقش داشته‌است می‌توان به مصاحبه، حمله، بیماری خواب، استان و پارگین اشاره کرد.
وی همچنین برندهٔ جوایزی همچون جوایز امی شده‌است.